# Erich Pretz

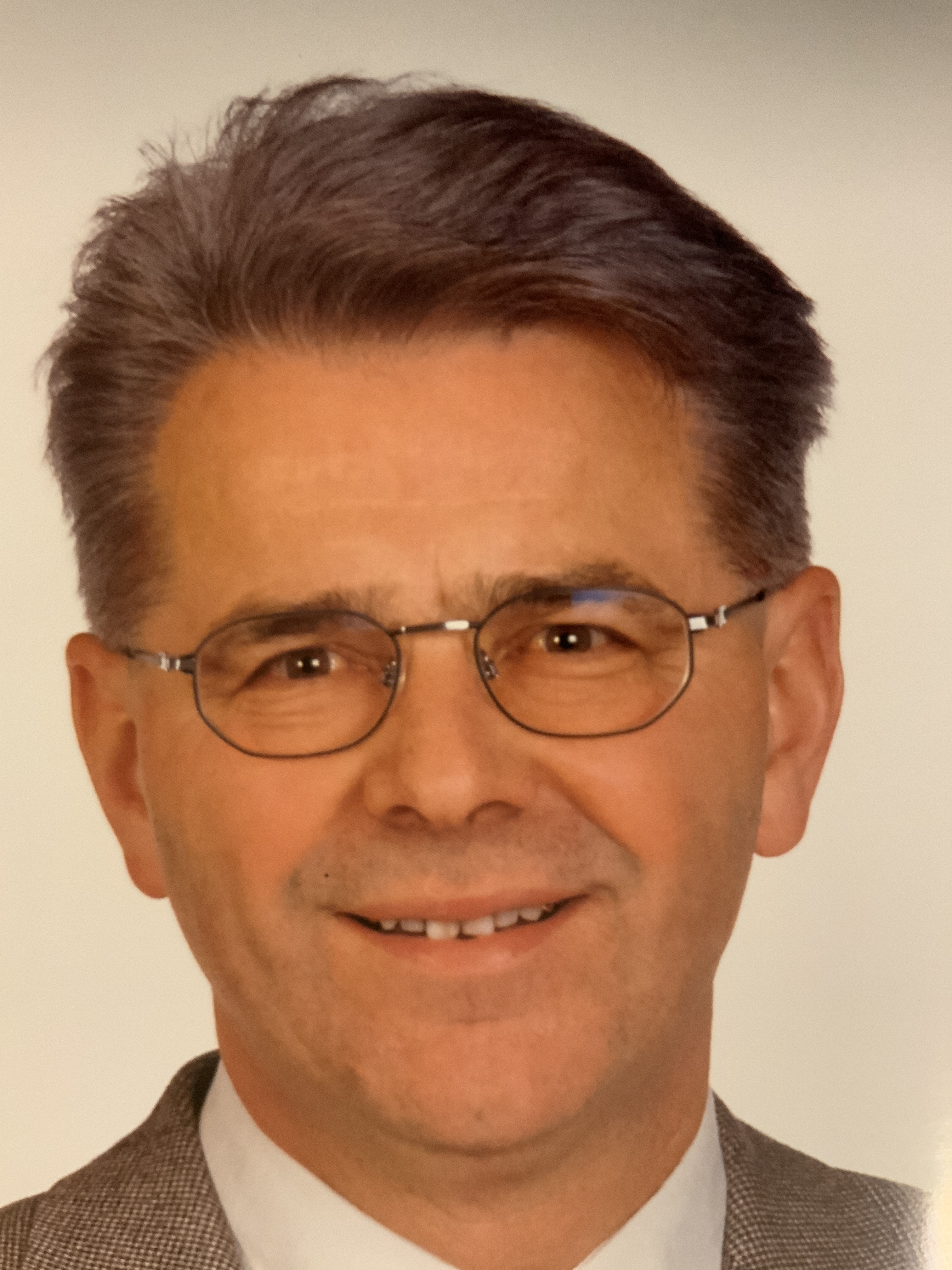
Erich Pretz

Erich Pretz (* 9. Januar 1941 in Kathreinfeld/Banat; † 14. Oktober 2018 in Bad Friedrichshall) war ein deutscher Kommunalpolitiker. Er war Bürgermeister in Gelbingen/Eltershofen (Landkreis Schwäbisch Hall), Untermünkheim/Enslingen (Landkreis Schwäbisch Hall) und Oberbürgermeister in Eppingen (Landkreis Heilbronn).

## Leben
Geboren wurde Erich Pretz 1941 in dem deutschen Dorf Kathreinfeld im Banat (damaliges Jugoslawien). Als Kind von Anton Pretz (1914–2005) und Barbara Pretz (1921–2003) geb. Wasche. Als während des Zweiten Weltkriegs 1944 die Russische Armee im Banat einmarschierte, wurde er mit seiner kleinen Schwester Erna (1942–1990) und seinen Großeltern in einem Lager inhaftiert. Dort erkrankte er an einer Scharlachinfektion und entging nur knapp dem Tod. Im August 1946 gelang ihnen die Flucht. Zu viert erreichten sie nach einem neuntägigen Marsch die Grenze zu Rumänien.
1949 vereinte die Familienzusammenführung seine Eltern in Backnang (Baden-Württemberg). Daher durften seine Schwester und er 1951 nach Deutschland ausreisen. Von Arad (Rumänien) aus fuhren sie mit dem Orient-Express zu ihren Eltern. Sein Bruder Erwin kam am 1. September 1950 zur Welt.
Er war verheiratet mit Doris (* 1947) geb. Jacksch. Aus der Ehe gingen drei Söhne hervor.

## Werdegang
Pretz wurde im Jahr 1966 zum Bürgermeister der damals noch selbständigen Gemeinden Eltershofen und Gelbingen gewählt. Dieses Amt hatte er in Eltershofen bis 1973 und in Gelbingen bis 1974 inne.
Von 1974 bis 1980 war er Bürgermeister der Gemeinde Untermünkheim. Dieses Amt gab er auf, da er 1980 zum Stadtoberhaupt von Eppingen gewählt wurde. Dort wurde er 1988 und 1996 wiedergewählt. Nachdem die Stadt Eppingen 2001 zur großen Kreisstadt ernannt worden war, war Pretz Oberbürgermeister.
Dem Kreistag des Landkreises Heilbronn gehörte er von 1984 bis 2014 an. Von 1989 bis 2008 war er Vorsitzender der CDU-Kreistagsfraktion.
Als Bürgermeister von Eppingen war er Vorsitzender des Verwaltungsrats der damaligen Bezirkssparkasse Eppingen und ab 2002 bis 2009 zweiter stellvertretender Vorsitzender des Verwaltungsrats der Kreissparkasse Heilbronn.

## Hobby
Sein großes Hobby war die Kleintierzucht. Er züchtete neben Tauben und Hühnern auch Kaninchen. Mit seiner Lieblingsrasse, den Englischen Schecken, wurde er 1982 Bundesmeister. Seit 1973 war er Preisrichter der Preisrichtervereinigung für Kaninchenzucht Württemberg und Hohenzollern. 2002 wurde er zu deren Vorsitzenden gewählt. Dieses Amt hatte er bis 2012 inne.
Erich Pretz war auch Gründungsmitglied und bis 2009 der Vorsitzende des Kleintierzuchtvereins Z522 Untermünkheim. Von 1969 bis 1980 war er Vorsitzender des Kreisverbands der Kleintierzüchter Schwäbisch Hall.

## Auszeichnungen
Er war Träger des Bundesverdienstkreuzes am Bande (verliehen 2004) und Inhaber des Wappentellers der Stadt Eppingen.